# Центр культури та мистецтв Державного університету "Київський авіаційний інститут"

ЦКМ і 8 корпус ДУ КАІ

Центр культури та мистецтв Державного університету "Київський авіаційний інститут" (ЦКМ ДУ КАІ) — було відкрито у 1979 році. ЦКМ має глядацький зал на 1500 місць, сцену розміром 16 метрів ширина, 12 метрів глибина, 11 метрів висота з необхідним обладнанням, гримерками, репетиційними залами, театром
Традиційні заходи університету з 1980 року такі, як «Посвячення у студенти-авіатори», студентський фестиваль «Студентська весна» набули великої популярності в університеті до сьогодення. Жоден святковий університетський захід не проходить без участі студентської команди КВК, що була створена у 1962 році і вже в 1963 році команда КВК інституту ГВФ стала першим чемпіоном СРСР
За рейтингом концертних залів міста Києва, ЦКМ КАІ займає третє місце після Палацу Україна та МЦКМ міста Києва (Міжнародний центр культури і мистецтв).

## Життя ЦКМ
На сцені ЦКМ КАІ впродовж існування виступали відомі актори кіно і театру Елеонора Бистрицька, Олександр Абдулов, Олексій Баталов, Ада Роговцева, Юрій Соломін, Михайло Ульянов, Михайло Боярський, Івор Калнінш, дует «Кроліки» та інші актори.
Пісні свої дарували ансамбль «Самоцветы», «Форум», «Машина времени», «Наутилус пампіліус», «Акваріум», «ДДТ», «Аліса», «Пікнік», «Аукціон», Алла Пугачова, Лариса Доліна, Людмила Гурченко, Олександр Розенбаум, Дмитро Маліков, Дідюля, Диана Арбенина та «Ночные снайперы», Сурганова, Елка, «Крематорий», «Гражданская оборона», «Quest Pistols», «Бум-Бокс», «Би 2», «Чай вдвоем», а також відомі закордонні виконавці та гурти: «Therion», «Uriah Heep», «Apocalyptica», «Rage», «Distruction», «Zombi», «Taria» тощо; а також майже всі сучасні вітчизняні зірки естради: Таїсія Повалій, Ані Лорак, Олександр Пономарьов, Руслана, Ірина Білик, Наталя Бучинська, Василь Зінкевич, Ольга Крюкова, Іво Бобул, Катерина Бужинська.
Крім того, Тіна Кароль, Злата Огнєвич, Василь Бондарчук, Денис Барканов, Марія Собко, Лалі Ергемлідзе, які були студентами вуза.
В університетських заходах завжди беруть участь переможці телевізійного проекту «Шанс», «Танцюють всі», «Х-фактор», «Україна має талант», «Шоу № 1» та інші.
Проходили гастролі московського театру МХАТу, театру Р. Віктюка, талінського театру «У віадука», поетів Римми Казакової, Андрія Вознесенського.

## Керівництво
Директор — Тучин Костянтин Володимирович
Художній керівник — Кулік Ігор Володимирович
Заступник директора — Заєць Лариса Євгенівна
Заступник директора з технічних питань — Антух Ігор Юрійович
Заступник директора з корпоративних питань — Матящук Андрій Миколайович

## Художні колективи
За роки існування ЦКМ КАІ були створені і працюють творчі колективи різноманітних жанрів.

### Народний ансамбль танцю «Політ»
Є найбільш потужним та чисельним колективом. Педагоги цього відомого колективу досвідчені фахівці з хореографії. У репертуарі ансамблю «Політ» понад 70 танців, це класика українського народного танцю, танці народів світу.
Цей колектив побував в багатьох країнах світу і став переможцем на різних фестивалях народної творчості. Ансамблю «Політ» аплодувала Німеччина, Греція, Франція, Польща, Корея, Індія, Америка, Італія та Іспанія.
Керівник ансамблю — Капустін Олег.

### Народний духовий оркестр
Народний духовий оркестр досить потужний і налічує 50 учасників з числа студентів та працівників університету. Оркестр активно бере участь в концертній діяльності університету та міста. Головний диригент професор, заслужений працівник культури — Іванов Леонід Феофанович.

### Народний театр «Екіпаж»
Театр має великий і різноманітний репертуар. На теперішній час театр, представ перед глядачем в новому амплуа, на його сцені можна побачити вистави по сучасній зарубіжній драматургії. Актори театру справжні аматори свого діла. Студентський, народний театр «Екіпаж» має власне обладнане театральне приміщення на 60 місць. Керівник театру відмінник освіти — Крупіна Маргарита.

### Школа студія сучасної хореографії «Just НАУ»
Художній керівник та балетмейстер лауреат міжнародних конкурсів Гран-прі «ENCOUNTER — 99», Брно, Чехія, Гран-прі «International festival of Experimental Theatre — 2000» Каїр, Єгипет — Кулик Ігор. В програмі навчання всі напрямки сучасної хореографії hip-hop, rap, vogue, stamp, modern, street, jazz-funk, ball dance. Участь в усіх закладах як загально-університетських так і в телевізійних та концертних проектах міста Києва.
Балетмейстери та репетитори: учасниця проекту «Танцюють всі — 3» Дар'я Бузикіна, Ольга Кулик та Наталія Ткаченко. Співпрацювали з молодими виконавцями українського шоу-бізнесу: Тіна Кароль, Василь Бондарчук, Євген Анішко, Денис Барканов, Злата Огневич, Анна Аніцой тощо.

### Клуб бального танцю «Діамант Еліт»
Під керівництвом президента Всеукраїнської асоціації спортивно-бального танцю Ігоря Машина набув потужності ансамбль «Діамант Еліт», до складу якого входять абсолютні чемпіони світу бально-спортивного танцю серед юніорів — студенти НАУ. Жоден концерт в університеті не проходить без участі яскравих бальних пар «Діамант Еліту».
Керівники — переможці чемпіонатів України та Світу — Дмитро та Ольга Волкови.

### Ансамбль «Діти України»
Зразковий хореографічний ансамбль «Діти України» створений 20 років тому керівником та балетмейстером ансамблю — Волошиною Ларисою Сергіївною. Працює переважно з дітьми та підлітками працівників університету та мешканців району. Відвідують ансамбль також дітки зі шкіл-інтернатів. Колектив має репертуар, який складається з класики народного танцю України, танців народів світу, сучасних хореографічних композицій.
Ансамбль «Діти України» є Лауреатом міжнародних фестивалів народної творчості, які проходили у Франції, Словаччині, Польщі.

### Дитячий зразковий хореографічни ансамбль «Щедрик»
Був створений у 2001 році. Засновник та керівник ансамблю — Світлана Романенко. У 2013 році отримав звання «Зразковий». Складається з трьох вікових груп, численність 30 чоловік. Репертуар колективу: сучасна хореографія, естрадні танці, танці народів світу, українські фольклорні танці. Колектив побував на гастролях у Чорногорії, Естонії, Болгарії.

### Студія естрадного співу
Керівник — Барканов Денис Сергійович.
- 1999 — переможець міжнародного конкурсу популярної української пісні ім. В.Івасюка;
- 2000 — переможець міжнародного конкурсу «Море Друзів-Ялта-2000»;
- 2001 — Гран-прі Президента України на всеукраїнському конкурсі популярної пісні «Пісенний Вернісаж-2000»;
- 2002 — переможець всеукраїнського конкурсу артистів естради, переможець міжнародного конкурсу «Слов'янській базар»;
- 2003 — за виконання ролі Н.Миклухо-Маклая у першому українському мюзиклі «Екватор», отримав театральну премію «Київська Пектораль». Фіналіст національного відбіркового туру «Євробачення 2009».

### Вокальна студія
Керівник — Токар Світлана Олексіївна
Вокальна студія ЦКМ працює за напрямком народна пісня, сучасна українська естрада. Учасники цього колективу неодноразово брали участь у різноманітних фестивалях і отримували винагороди та перші місця. Це такі фестивалі, як «Таланти твої Україно», «Гаудеамус-98, 99», «Червона Рута», «Всеукраїнський огляд художньої самодіяльності» та інші.

### Студія моди
Студія моди готує до конкурсів краси НАУ, навчає основам макіяжу, стилістики, дефіле, бере участь у професійних виставках за напрямками індустрії моди та краси.

### Творче об'єднання студентів та аспірантів ДУ КАІ
Керівник — Матящук Андрій Миколайович
Збірна КВК НАУ брала участь у міжнародному фестивалі команд КВН «КиВиН 2009, 2010» (Сочі, Росія), телевізійна Вища Українська Ліга КВК(Київ), Слобожанська Ліга КВН(Харків), Перша Українська Ліга КВН (Одеса).
У 2008 р. команда дебютувала на фестивалі КиВиН 2008 і потрапила в сезон Слобожанської ліги КВН, дійшовши до чвертьфіналу. Після успішного виступу на фестивалі КиВиН 2009, команда відразу ж потрапила до Вищої Української Ліги КВН, де з першого сезону дійшла до фіналу.

### Школа-студія театру пластичної комедіїMIMIRICHI
Керівник — Андрій Гансалес.
- 1989 — колектив отримав статус професійного театру.
- 1991 — ввійшли до Всесвітньої асоціації клоунів в Богнор Регірз (Велика Британія). Далі були нові призи та нагороди, а саме: золотий приз на першому Міжнародному конкурсі акторів вар'єте у Штутгарді, пам'ятні зустрічі та спільні виступи з Mimi-Max, Dimitri, Гаррі Хаттером, Джанго Едвардом, Kolombaoni, Полуніним, Лицедіями.
- 1997 — актори «МІМ-І-РІЧІ» зустрічаються в Брюсселі з світовим майстром пантоміми Марселем Марсо. Синтезуючи цирковий жанр та жанр вар'єте базуючись на пантомімі, буффо-клоунаді, мім-комедії, класичній пантомімі, акробатиці і клоунаді, брейк-дансі та жонглювання, теп-денсі та грі на музичних інструментах, театр тіней та інше, — все це колектив використовує у театральних виставах. Колектив бере участь у міських заходах, телевізійних проектах, гастрольній діяльності.

Продюсерський центр Дмитра Віскова — режисера телевізійного проекту «Минута славы» (Росія, Україна) та фестивалю «Золота лілія». Лауреат міжнародних конкурсів та фестивалів в галузі циркового мистецтва.
Постановник номерів на телевізійному проекті «Україна має талант» та «Євробаченні 2011».